# Gmina Parzęczew
Die Gmina Parzęczew ist eine Stadt-und-Land-Gemeinde im Powiat Zgierski der Woiwodschaft Łódź in Polen. Sie hat etwa 5150 Einwohner. Ihr Sitz ist die gleichnamige Stadt mit etwa 920 Einwohnern. 

## Geographie

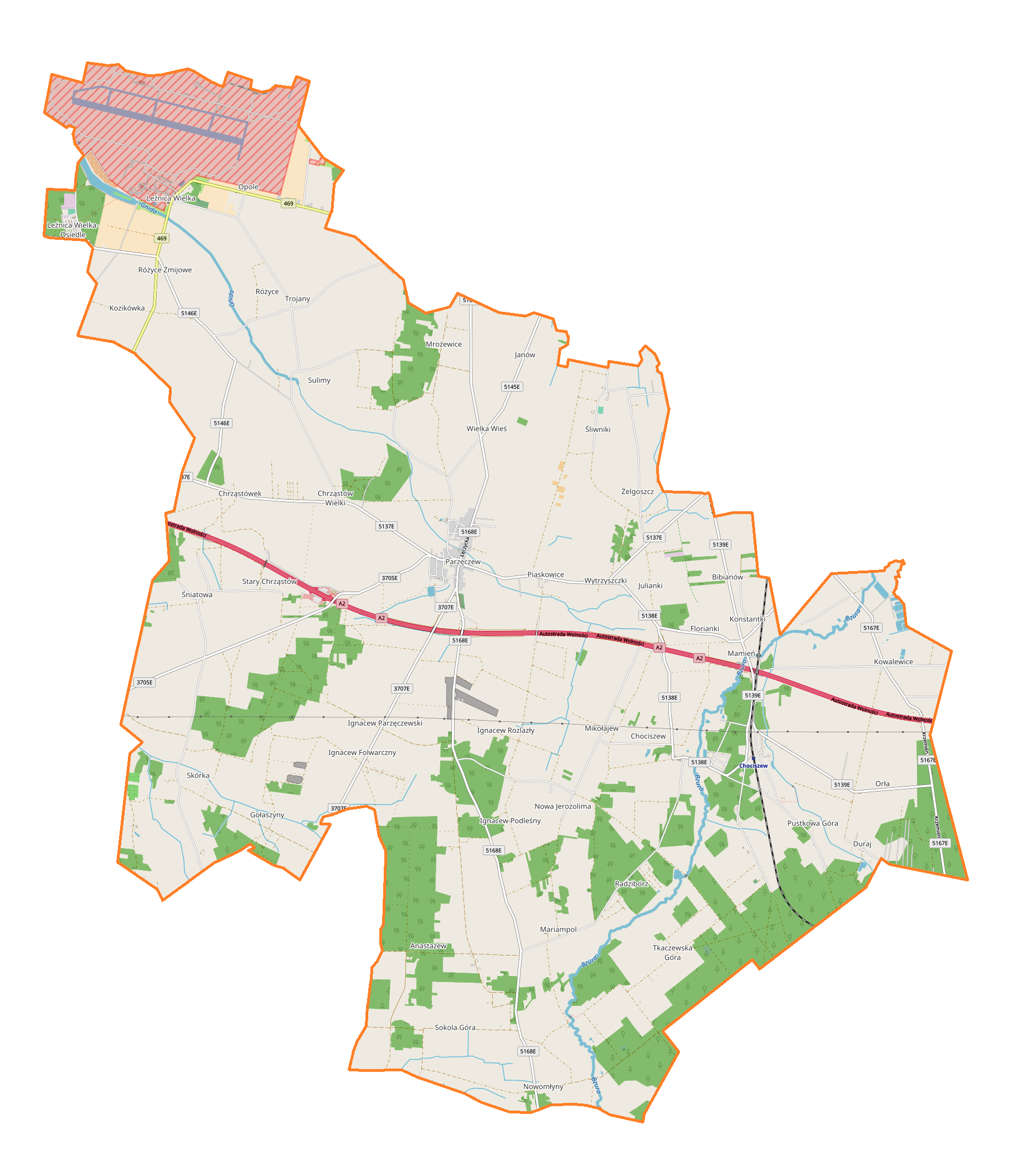
Karte der Gemeinde

Die Gemeinde liegt im Norden der Woiwodschaft und grenzt an die Woiwodschaft Masowien. Die Kreisstadt Zgierz liegt etwa 20 Kilometer, Łódź 35 Kilometer südöstlich und Warschau 100 Kilometer östlich. Die Gemeinde hat eine Fläche von 103,9 km², von der 73 Prozent land- und 15 Prozent forstwirtschaftlich genutzt werden. Ihr Gebiet ist mit etwa 50 Einwohnern/km² dünn besiedelt. Zu den Wasserläufen gehören Zian und Gnida.

## Geschichte
In russischer Zeit wurden Parzęczew 1870 nach dem Januaraufstand die Stadtrechte aberkannt und es kam zur Landgemeinde Piaskowice im Powiat Łęczycki. Diese wurde 1954 in Gromadas aufgelöst. Die Landgemeinde Parzęczew wurde zum 1. Januar 1973 aus Gromadas neu im Powiat Zgierski errichtet. Von 1975 bis 1998 gehörte die Gemeinde zur Woiwodschaft Łódź kleineren Zuschnitts. Der Powiat war in dieser Zeit aufgelöst. Die Landgemeinde kam 1999 an den wiedererrichteten Powiat der Woiwodschaft Łódź neuen Zuschnitts. Zum 1. Januar 2024 erhielt der Hauptort wieder Stadtrechte und die Gemeinde den Status einer Stadt-und-Land-Gemeinde.

## Gliederung
Zur Stadt-und-Land-Gemeinde (gmina miejsko-wiejska) Parzęczew gehören die namensgebende Stadt und 23 größere Dörfer. Stadt und Dörfer haben jeweils ein Schulzenamt (sołectwo):
Parzęczew
Bibianów
Chociszew
Chrząstów Wielki
Florentynów
Ignacew Folwarczny
Ignacew Rozlazły
Kowalewice
Leźnica Wielka-Osiedle
Mariampol
Mikołajew
Mrożewice
Opole
Orła
Pustkowa Góra
Różyce
Różyce Żmijowe
Skórka
Śliwniki
Śniatowa
Tkaczewska Góra
Trojany
Wielka Wieś
Wytrzyszczki
Kleinere Orte und Weiler der Gemeinde sind:
Anastazew
Chrząstówek
Duraj
Florianki
Gołaszyny
Ignacew Parzęczewski
Ignacew Podleśny
Janów
Julianki
Konstantki
Kozikówka
Leźnica Wielka
Mamień
Nowa Jerozolima
Nowomłyny
Piaskowice
Radzibórz
Sokola Góra
Stary Chrząstów
Sulimy
Zelgoszcz

## Verkehr
Die Autobahn A2 (Europastraße 30) durchzieht die Gemeinde von West nach Ost. Sie führt von der deutschen Grenze über Posen nach Warschau. Durch den Norden der gemeinde verläuft die Woiwodschaftsstraße DW469 von Uniejów nach Wróblew.
Chociszew hat eine Bahnstation an der Bahnstrecke Łódź–Kutno (PKP–Linie 16).
Der nächste internationale Flughafen ist Łódź. Der Norden der Gemeinde wird vom Militärflugplatz Leźnica Wielka geprägt.